# Kanak Jha
Pour les articles homonymes, voir Jha.
Kanak Jha, né le 19 juin 2000 à Milpitas, est un pongiste américain.

## Biographie
Il est né de parents indiens. Sa sœur ainée Prachi Jha est une ancienne pongiste de l'équipe de tennis de table américaine.
Kanak Jha s'installe avec sa sœur à Halmstad en Suède en 2014 afin de continuer sa progression. Il est alors entraîné par Ulf Carlsson, ancien champion du monde. Puis en 2019 il rejoint le centre de formation de Grenzau, un petit village d'une centaine d'habitants, en Allemagne. Cette même année concorde avec son entrée dans le championnat allemand. Il joue alors pour l'équipe du TTC Zugbrücke Grenzau.
Quand il revient aux États-Unis pour les championnats nationaux notamment, il s'entraine au World Champions Table Tennis Academy à Santa Clara.
En 2018, il est diplômé du Lycée de Milpitas.

## Carrière
Il devient champion des États-Unis en simple à seulement 16 ans. Il a gagné trois autres titres depuis, en 2017, 2018 et 2019,.
En 2016, il est le plus jeune athlète — et le premier né au XXIe siècle — à représenter les États-Unis aux Jeux olympiques et à la Coupe du monde de la Fédération internationale de tennis de table. Il est aussi le plus jeune pongiste homme de tous les temps à participer à cette compétition.
En 2017 il s'adjuge la finale du circuit ITTF junior qui regroupe les meilleurs jeune pongistes de moins de 18 ans. Il a également été 1er mondiale dans cette catégorie pendant plusieurs mois.
Il est médaillé de bronze aux Jeux olympiques de la jeunesse de 2018 à Buenos Aires. La même année alors qu'il est tête de série n°1, il remporte ses premiers championnats panaméricains en simple après une victoire en finale contre Horacio Cifuentes. Il gagne également deux médailles d'argent, en double mixte et en par équipes.
Il remporte trois médailles aux Jeux panaméricains 2019, le titre en par équipes et deux médailles de bronze en simple et en double mixte avec Lily Zhang.
En mars 2022 au WTT Smash de Singapour, il s'impose contre le 4e joueur mondial du moment Tomokazu Harimoto. Il est éliminé au tour suivant par le suédois Anton Källberg.
En décembre 2022, date de sa suspension, il est le 22e joueur mondial. 
De retour en décembre 2023, il remporte en avril 2024 le WTT Feeder Düsseldorf puis l'US open en décembre 2024.
Il est sponsorisé par la marque Butterfly.

## Style de jeu
Il est droitier et utilise une prise de raquette classique.

## Suspension en lien avec le dopage
Il est banni de toutes compétitions pendant 1 an pour manquement à trois contrôles antidopage. Cette suspension démarre à compter du 1er décembre 2022 et dure jusqu'au 1er décembre 2023,,.